# Divizia 15 Infanterie turcă (1916-1918)
Divizia 15 Infanterie a Imperiului Otoman a fost una din diviziile Armatei Otomane. Ea a fost constituită la începutul secolului XX, pe timpul procesului de reformare a armatei Imperiului Otoman.

## Constituirea
În anul 1911, compunerea diviziei era următoarea:
- Divizia 25 Infanterie

- Regimentul 43 Infanterie
- Regimentul 44 Infanterie
- Regimentul 45 Infanterie
- Batalionul 15 Pușcași
- Regimentul 15 Artilerie de Câmp

## Participarea la campania din România 1916-1917
În august 1916, la intrarea în război a României, Divizia 15 Infanterie făcea parte alături de Divizia 25 Infanterie din Corpul VI Armată care avea să participe la operațiile militare de pe teritoriul României::p. 134